# TVR Tasmin

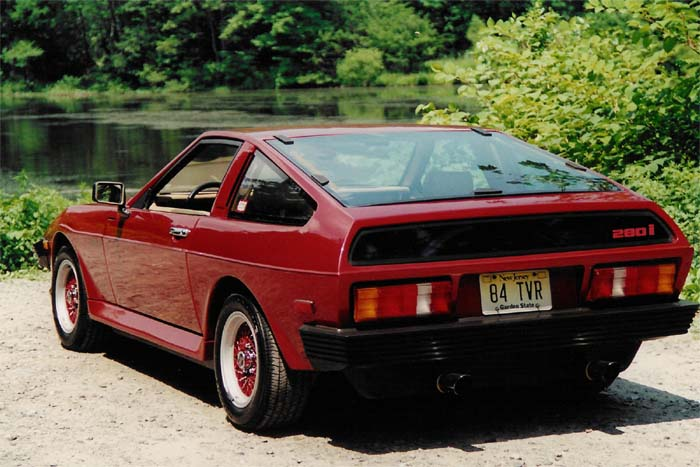
TVR Tasmin 280i (USA)

TVR Tasmin – sportowy samochód osobowy produkowany przez brytyjską firmę TVR w latach 1980–1988. Dostępny jako 2-drzwiowe coupé oraz 2-drzwiowy roadster. Do napędu używano silników R4 2.0 i V6 2.8. Moc przenoszona była na oś tylną poprzez 4-biegową manualną skrzynię biegów. Samochód został zastąpiony przez model 350i.

## Dane techniczne (200)

### Silnik
- R4 2,0 l (1993 cm³), 2 zawory na cylinder, OHV
- Układ zasilania: gaźnik Weber
- Średnica cylindra × skok tłoka: 90,80 mm × 76,95 mm
- Stopień sprężania: 9,2:1
- Moc maksymalna: 100 KM (73 kW) przy 5200 obr./min
- Maksymalny moment obrotowy: 152 Nm

### Osiągi
- Przyspieszenie 0-100 km/h: b/d
- Prędkość maksymalna: 185 km/h

## Dane techniczne (280i)

### Silnik
- V6 2,8 l (2792 cm³), 2 zawory na cylinder, OHV
- Układ zasilania: wtrysk Bosch K-Jetronic
- Średnica cylindra × skok tłoka: 93,00 mm × 68,50 mm
- Stopień sprężania: 9,2:1
- Moc maksymalna: 162 KM (119 kW) przy 5700 obr./min
- Maksymalny moment obrotowy: 220 Nm przy 4300 obr./min

### Osiągi
- Przyspieszenie 0-80 km/h: 6,4 s
- Przyspieszenie 0-100 km/h: 8,7 s
- Przyspieszenie 0-160 km/h: 23,2 s
- Czas przejazdu pierwszych 400 m: 16,4 s
- Prędkość maksymalna: 209 km/h